# Подгозд (Нова Гориця)
Подгозд (словен. Podgozd) — мале поселення в общині Нова Гориця, Регіон Горишка, Словенія. Висота над рівнем моря: 706,8 м. Розташоване на північ від Трново.